# Claysburg
Claysburg è un census-designated place degli Stati Uniti d'America, nella contea di Blair nello stato della Pennsylvania. Secondo il censimento del 2010 la popolazione è di 1.625 abitanti.

## Società

### Evoluzione demografica
La composizione etnica vede una maggioranza di quella bianca (98,2%), seguita dagli afroamericani (0,4%) dati del 2010.